# Sarcophaga lorengauensis
Sarcophaga lorengauensis är en tvåvingeart som först beskrevs av Guilherme A.M.Lopes 1967.  Sarcophaga lorengauensis ingår i släktet Sarcophaga och familjen köttflugor. Inga underarter finns listade i Catalogue of Life.